# Neochetina eichhorniae
El gorgojo del camalote (Neochetina eichhorniae) es un gorgojo nativo de Argentina y regiones aledañas. Su planta huésped es el jacinto del agua, nativo del Amazonas. Considerada como parte de la familia Brachyceridae, que antes era tratada como subfamilia de Curculionidae.

## Descripción
Es de color marrón grisáceo con un moteado marrón característico. La probóscide es gruesa y ligeramente curvada en el macho, más fina en la hembra. El macho mide de 3,4 a 4,5 mm de largo (excluyendo cabeza y antenas) y la hembra de 3,8 a 4,9 mm. 
Su ciclo de vida es de aproximadamente cuatro meses, dependiendo de factores ambientales.
Los insectos adultos producen cicatrices en las hojas y pecíolos al alimentarse. Las larvas crean túneles en los pecíolos y el tallos. Esta actividad reduce la capacidad reproductiva de la especie, mermando su crecimiento. 

## Uso en control biológico
Neochetina eichhorniae se introdujo en Florida (Estados Unidos en 1972) para control biológico del camalote o jacinto del agua (Eichhornia crassipes). Debido a su éxito en la reducción y control de la planta en Everglades y otros sistemas, fue introducido en otros estados, así como en otros países, por ejemplo el Lago Victoria en el este de África. Neochetina bruchi también ha sido introducido con el mismo objetivo. 
El jacinto de agua es una especie altamente invasiva y tiene tendencia a cubrir toda la superficie de un lago o curso de agua, produciendo graves daños ecológicos y perjuicios económicos, ya que afecta negativamente a la pesca, a las centrales hidroeléctricas y al transporte acuático, entre otras actividades.